# جون هوب (سياسي أمريكي)
جون هوب (بالإنجليزية: John Hope)‏ هو سياسي أمريكي، ولد في 2 يونيو 1868 في أوغستا في الولايات المتحدة، وتوفي في 22 فبراير 1936 في أتلانتا في الولايات المتحدة.